# Gasterosteus wheatlandi
Gasterosteus wheatlandi är en fiskart som beskrevs av Putnam, 1867. Gasterosteus wheatlandi ingår i släktet Gasterosteus och familjen spiggfiskar. Inga underarter finns listade i Catalogue of Life.